# Eraserhead
Eraserhead (Em Portugal: No Céu Tudo é Perfeito) é um filme estadunidense de 1977, dirigido e escrito por David Lynch. Gravado em preto e branco, o terror surrealista foi o primeiro longa-metragem de Lynch, o qual foi produzido com o apoio da American Film Institute (AFI) no período em que o diretor estudava na instituição. Estrelado por Jack Nance, Charlotte Stewart, Jeanne Bates, Judith Anna Roberts, Laurel Near e Jack Fisk, conta a história de Henry Spencer, o qual é responsável por cuidar de seu filho deformado em meio a uma sequência de sonhos e alucinações.
Eraserhead demorou muito tempo na filmagem devido à dificuldade em financiar o filme, entretanto doações de Jack Fisk e sua esposa Sissy Spacek mantiveram a produção à tona. Ele foi filmado em vários locais de propriedade da AFI na Califórnia, incluindo a Greystone Mansion. Lynch e o designer de som Alan Splet passaram um ano trabalhando no áudio após seu estúdio ser insonorizado. A trilha sonora do filme apresenta uma música de Fats Waller e a canção "In Heaven", escrita por Peter Ivers.
A princípio, não despertou muito interesse no público, porém Eraserhead conquistou popularidade depois de ser exibido em diversas sessões de cinema como filme da meia-noite. Desde seu lançamento, a obra de Lynch recebeu inúmeras críticas positivas. O imaginário surrealista e as correntes sexuais são vistas como elementos temáticos principais, e o projeto sonoro obscuro como o destaque técnico. Em 2004, o filme foi preservado pela National Film Registry na Biblioteca do Congresso dos Estados Unidos como "cultural, histórico ou esteticamente significativo".

## Enredo
Henry Spencer é um impressor de férias que vive em um pequeno apartamento na área industrial de uma cidade abandonada. Um dia, Henry vê o Homem no Planeta, que vive no prédio ao lado, operando alavancas. De repente, uma criatura fantasmagórica, semelhante a um flagelo, emerge da boca de Henry e desaparece no Espaço, em meio a imagens de pedras, líquidos e um círculo.
Um dia, ao voltar do supermercado, Henry conhece sua nova vizinha, a Moça Bonita do Apartamento ao Lado, que o avisa que a ex-namorada de Henry, Mary X, o convidou para um jantar com a família. Na casa de Mary, seu pai, Senhor X, fala sem parar sobre encanamentos, e sua mãe escova compulsivamente o cabelo da filha. Henry, durante o jantar é praticamente forçado a cortar um frango minúsculo que se debate e verte uma gosma. Mais tarde, a mãe de Mary tenta beijá-lo antes de revelar que Mary teve o filho de Henry, após quatro semanas de gestação. O bebê é uma criança deformada, sem músculos nem pele, e seus órgãos internos são mantidos por ataduras. O bebê não come, não dorme e choraminga o dia inteiro.

A cena em que Henry Spencer (à esquerda) encontra a Mulher no Radiador (à direita), ao som de "In Heaven", é interpretada de diferentes formas pelos críticos.

Os pais de Mary forçam Henry a se casar e acolher ela e o bebê em seu apartamento. O radiador faz um barulho estranho, há vidro quebrado em toda parte, uma árvore morta ao lado da cama de Henry, e fotos de explosões atômicas nas paredes. Mary não suporta os constantes gemidos do bebê e vai embora, o deixando aos cuidados do pai. Logo depois, Henry decide verificar a temperatura da criança apenas para cobri-la de ferimentos. O bebê logo começa a chorar dia e noite, enquanto Henry inicia um relacionamento sexual com a Moça Bonita do Apartamento ao Lado.
Um dia, investigando o barulho no radiador, Henry encontra um palco onde a Mulher no Radiador, uma senhora de tamanho minúsculo com bochechas deformadas, dança enquanto fetos caem do céu e são pisoteados por ela. Pouco depois, a cabeça de Henry cai e a do bebê aparece no lugar. A cabeça de Henry atravessa o chão e cai do céu em um beco, onde é encontrado por um menino que a leva para uma fábrica de lápis, onde o cérebro de Henry é usado para fabricar borrachas escolares.
Henry acorda e decide procurar a Moça Bonita do Apartamento ao Lado e a encontra com outro homem. A cabeça de Henry se transforma na do bebê, que começa a rir de Henry. Enfurecido, Henry corta as ataduras e esfaqueia os órgãos do bebê com uma tesoura. Eles começam a emitir uma substância espumosa que cobre o corpo do bebê. Seu pescoço começa a crescer, similar à do flagelo que apareceu antes. As luzes do apartamento explodem, e a cabeça do bebê se transforma em um planeta, que se racha ao meio. Henry olha dentro do "planeta" e encontra o laboratório do Homem no Planeta, que é incapaz de controlar as alavancas. Elas explodem, queimando seu rosto. A Mulher no Radiador aparece e abraça Henry, enquanto eles ouvem um barulho ensurdecedor e desaparecem após uma forte luz branca.

## Elenco
- Jack Nance como Henry Spencer[6][7][8]
- Charlotte Stewart como Mary X[9][10][11]
- Jeanne Bates como Mãe de Mary X[12][13]
- Allen Joseph como Bill X[14]
- Jean Lange como Avó de Mary X[15]
- Judith Anna Roberts como Moça Bonita do Apartamento ao Lado[16]
- Laurel Near como Mulher no Radiador[17][18]
- Jack Fisk como Homem no Planeta[19][20]
- Darwin Joston como Paul[21]
- T. Max Graham como Neil Moran, o patrão[22]
- Hal Landon Jr. como Operador da Máquina de Lápis[23]

## Produção

### Pré-produção
O diretor e escritor, David Lynch, havia estudado previamente pintura, chegando a criar uma série de curta-metragens na década de 1960. Em 1970, porém, ele mudou seu foco para o cinema e com 24 anos, aceitou uma bolsa de estudos para o Centro de Estudos de Filmes Avançados na American Film Institute (AFI). Lynch, no entanto, não gostou do curso e considerou abandoná-lo, mas mudou de ideia após oferecerem a ele a oportunidade de roteirizar uma história original. Foi-lhe dada a permissão para usar o campus da escola como set de filmagem; assim, converteu o espaço em estábulo que acabou se tornando também moradia do diretor. Em complemento, a Greystone Mansion foi disponibilizada pela AFI para ser utilizada em algumas cenas.
Inicialmente, Lynch estava trabalhando em um roteiro intitulado Gardenback, uma história surrealista sobre um adultério, que conta o crescimento de um inseto paralelamente à representação da luxúria de um homem pelo seu vizinho. O roteiro teria resultado em um filme de 45 minutos de duração, o qual a AFI considerava demasiado longo por ser tão metafórico e não-linear. Em seu lugar, foi apresentado Eraserhead, desenvolvido pela premissa de um sonho de um homem levado à fábrica de lápis por um garoto. Mesmo assim, alguns membros da AFI se opunham à produção de um conteúdo tão surrealista, todavia foram persuadidos pelo decano da instituição, Frank Daniel, que ameaçou renunciar caso seu roteiro fosse vetado. Aceito, Eraserhead reflete influências de algumas leituras do então estudante de cinema, a exemplo da novela Die Verwandlung (1915), de Franz Kafka, e do conto Нос (1836), do russo Nikolai Gogol.
A ideia de que Lynch tinha medo da paternidade também serviu como inspiração para a história; sua filha Jennifer Lynch nasceu com o pé torto e precisou de uma complicada cirurgia corretiva quando criança. Jennifer disse que sua condição inesperada e problemas no nascimento foram base para temas de seus filmes. O tom obscuro foi moldado pelo tempo em que Lynch e sua família viveram em um bairro periférico de Filadélfia, descrito pelo diretor como "[uma atmosfera] de violência, ódio e sujeira". O crítico de cinema Greg Olson, em seu livro David Lynch: Beautiful Dark, afirmou que observou um contraste entre a infância do diretor e a satisfação no Noroeste Pacífico, tornando possível que ele vivenciasse o "antagonismo céu-inferno na América", dualismo que se tornaria recorrente em suas obras.
A escolha para o elenco iniciou em 1971 e Jack Nance foi rapidamente selecionado para o papel principal. No entanto, a AFI havia subestimado o projeto e ainda não tinha dado sinal verde para as filmagens. Eraserhead tinha apenas vinte e uma páginas em seu roteiro, assim a indústria cinematográfica assumiu que o filme teria aproximadamente vinte minutos. Esse mal entendido, associado à direção meticulosa, fez com que a produção demorasse anos para concluir. Um exemplo extremo dessa produção trabalhosa é uma cena do filme que se inicia com a personagem de Nance abrindo uma porta e, apenas um ano depois, foi filmado ele entrando na sala. Apesar disso, o ator principal se dedicou inteiramente à gravação e manteve seu penteado durante todos estes anos.

### Filmagem
Com doações regulares do amigo de infância do diretor Jack Fisk e sua esposa Sissy Spacek, a filmagem demorou anos para ser concluída. Fundos adicionais foram fornecidos pela esposa de Nance, Catherine E. Coulson, que trabalhava como garçonete e doou sua renda. Durante um período na pausa das gravações, Lynch produziu, em 1974, The Amputee, aproveitando-se do desejo da AFI de testar novas produções. O curta foi protagonizado por E. Coulson, a qual ajudou na parte técnica de Eraserhead. A equipe de produção do filme era muito pequena, composta por Lynch, o designer de som Alan Splet, o diretor de fotografia Herb Cardwell, que morreu durante as filmagens e foi substituído por Frederick Elmes, a gerente Doreen Small e Coulson, que ocupava diversas funções.

O filho da protagonista Henry Spencer aparece no filme como uma criança deformada.

Os efeitos físicos utilizados para criar a criança deformada foram mantidos em segredo. O projecionista que trabalhava no filme foi proibido por Lynch de revelar o suporte usado para a construção da personagem e ele se recusou a discutir sobre o assunto em entrevistas posteriores. O suporte — apelidado por Nance de "Spike" — era composto por uma série de peças que permitiam a coordenação dos olhos, da boca e do pescoço independentemente. Às vezes, o diretor comentava de forma sarcástica sobre tal confecção, afirmando que "[a criança] nasceu nas proximidades [...] ou talvez tenha sido encontrada". Foi especulado por John Patterson, do The Guardian, que o suporte tenha sido construído a partir de um coelho esfolado ou de um feto de cordeiro. Essa elaboração influenciou outras obras de Lynch, como a representação de Joseph Merrick em The Elephant Man (1980).
Durante a produção, Lynch quis experimentar uma técnica de diálogo que consiste em inverter o áudio resultante para tornar mais obscuras as cenas desejadas. Embora não tenha concluído esse desejo, esta foi utilizada no terceiro episódio de Twin Peaks (1990), "Episode 2". Na vida pessoal, o diretor se interessou pela meditação transcendental, adotou uma dieta vegetariana e parou de consumir álcool durante a produção do filme.

### Pós-produção
Lynch trabalhou com Alan Splet para o projeto sonoro do filme. O estúdio foi isolado à prova de som a fim de conseguir a edição e os efeitos almejados. A trilha sonora é densa e inclui até quinze diferentes sons reproduzidos simultaneamente com múltiplas bobinas. Os sons foram desenvolvidos de diferentes maneiras: em uma cena em que uma cama se dissolve em uma piscina, Lynch e Splet inseriram um microfone dentro de uma garrafa de plástico, a colocaram para flutuar numa banheira e gravaram o som do ar soprado através da garrafa. Após gravados, alguns sons ainda sofreram alterações na afinação, reverberação e frequência para torná-los mais audíveis.
Depois de uma má recepção na exibição teste, Lynch acreditou que, em uma parte do filme, a trilha sonora não se adequou à história e decidiu cortar vinte minutos, sobrando oitenta e oito para o resultado final. Dentre as eliminadas, estava a cena do parto da criança, de um homem torturando duas mulheres e outra de Spencer, a protagonista, brincando com um gato morto.

## Trilha sonora
| Críticas profissionais | Críticas profissionais |
| Avaliações da crítica  | Avaliações da crítica  |
| Fonte                  | Avaliação              |
| ---------------------- | ---------------------- |
| AllMusic               | [ 48 ]                 |
| Pitchfork Media        | 8,8/10                 |

A trilha sonora de Eraserhead foi lançada pela I.R.S. Records em 1982. As duas faixas inclusas no álbum em destaque são uma composição do organista Fats Waller e a canção "In Heaven", por Peter Ivers, escrita exclusivamente para o filme. A trilha sonora foi relançada pela Sacred Bones Records em 7 de agosto de 2012, com distribuição limitada de 1500 cópias. Essa produção é vista como precursora do gênero dark ambient, por apresentar ruídos e elementos não-musicais.
| N.º            | Título                                                                    | Duração |  |
| 1.             | "Excerpts from: Digah's Stomp/Lenox Avenue Blues/Stompin' the Bug/Messin" | 19:29   |  |
| 2.             | "In Heaven"                                                               | 18:18   |  |
| Duração total: | Duração total:                                                            | 37:45   |  |

## Temas
O design sonoro é considerado um dos elementos definitivos de Eraserhead. Embora o filme apresente inúmeros recursos visuais — a exemplo da criança deformada e do cenário industrial devastado — eles são correspondidos pelos sons que os acompanham, como o "choro incessante" e a "paisagem evocativa" respectivamente. O filme manifesta sons que aludem constantemente às indústrias, proporcionando uma atmosfera "ameaçadora" e "irritante", também expressas mais tarde em Seven, de David Fincher, e em Barton Fink, dos Irmãos Coen. Segundo James Wierzbicki, em seu livro Music, Sound and Filmmakers: Sonic Style in Cinema, os constantes ruídos são como produto da imaginação de Henry Spencer e a trilha sonora, uma "brutal diferença entre sonho e realidade". O filme também inicia uma tendência da carreira cinematográfica de David Lynch: a relação entre a música diegética e os sonhos, quando a Mulher no Radiador canta "In Heaven" durante a sequência prolongada de sonhos de Spencer.
O filme também é reconhecido por abordar temas sexuais fortes. Conforme essa concepção, a protagonista é uma personagem aterrorizada, mas fascinada por sexo. Esse elemento é evidenciado quando Henry Spencer se relaciona sexualmente com a Moça Bonita do Apartamento ao Lado enquanto seu filho chora e, de maneira egoísta, o ignora, preferindo continuar com a relação. A recorrência de imagens semelhantes a espermatozoides, incluindo a criança, é presente em toda a obra; a aparente girl next door, representada pela Mulher no Radiador, é abandonada durante sua performance musical; em seguida, esmaga violentamente criaturas parecidas com fetos e olha agressivamente para Spencer. David J. Skal, em seu livro The Monster Show: A Cultural History of Horror, descreveu o filme como "retrato da reprodução humana em um show de horrores desolado" e postulou que a performance da Mulher no Radiador caracteriza o "desespero por ser aprovado pelo outro". Na dissertação David Lynch Decoded, Mark Allyn Stewart interpreta que a Mulher no Radiador é apenas uma manifestação da subconsciência de Spencer, que também manifesta a vontade de se livrar do filho, mas o abraça após tentar fazer isso como se o tranquilizasse.
Como personagem, Henry Spencer é representado como um homem comum: sua expressão e o vestuário em preto e branco mantêm uma figura simples. Ele revela uma inatividade pacifista e fatalista ao longo do filme, assim permitindo que eventos aconteçam a seu redor sem nenhum controle. Esse comportamento passivo culmina no clímax: o aparente ato de infanticídio é impulsionado por sua vida ser dominada e controlada. Segundo análise de Colin Odell e Michelle Le Blanc, essa personalidade influenciou a narrativa da história em quadrinhos The Angriest Dog in the World (1983–92).

## Lançamento

### Bilheteria
Eraserhead estreou no festival de cinema Filmex em Los Angeles em 19 de março de 1977. Na noite de abertura, foi assistido por vinte e cinco pessoas; na noite seguinte, por vinte e quatro. Ben Barenholtz, chefe da distribuidora Libra Films International, convenceu o cineteatro Village para exibi-lo em destaque como filme da meia-noite durante um ano. Depois disso, ainda sendo reproduzido à meia-noite, destacou-se no Waverly Cinema, repercutiu no Roxie Theater de 1978 a 1979 e conseguiu espaço no Nuart Theatre entre 1978 e 1981. Dessa forma, o filme foi um sucesso comercial, arrecadando 7 milhões de dólares nos Estados Unidos. Eraserhead também foi exibido no Festival de Cinema de Londres (1978) e no Festival de Cinema de Telluride (1986).

### Home media
Em seu país de origem, a obra de Lynch foi relançada em VHS pela Columbia Pictures em 7 de agosto de 1982. O filme também foi relançado em DVD (em 1 de agosto de 2009) e Blu-ray (no dia 9 de maio de 2012) pela Umbrella Entertainment na Austrália, incluindo 85 minutos adicionais sobre o making of. Além destas, a obra surrealista foi lançada em 2001 pela Universal Pictures, em 2006 pela Subversive Entertainment, em 2008 pela Scanbox Entertainment e em setembro de 2014 pela The Criterion Collection.
No Brasil, a distribuidora Lume Filmes disponibilizou, em dezembro de 2007, uma versão de Eraserhead em DVD. Em Portugal, foi lançado pela distribuidora original estadunidense em 8 de julho de 1994, sob o título No Céu Tudo É Perfeito, o qual faz referência a um dos versos da canção "In Heaven". A rede portuguesa Rádio e Televisão de Portugal (RTP) já o exibiu em sua programação com classificação indicativa M/16, de acordo com a Inspeção-Geral das Atividades Culturais.

## Recepção
Após o lançamento de Eraserhead, a revista Variety avaliou negativamente, chamando-o de "um exercício doentio de mau gosto". Esta revisão expressa incredulidade sobre a longa gravação, além de descrever o final como "algo difícil de se assistir". Ao comparar este com o próximo filme de Lynch, Tom Buckley, do The New York Times, disse que, ao contrário de The Elephant Man, Eraserhead não foi bem feito nem tinha um elenco talentoso. Acrescentou ainda que era "pretensioso" e que a única parte em que sentiu os aspectos de horror foi na caracterização da criança deformada. Em 1984, Lloyd Rose, do The Atlantic Monthly, afirmou que o filme demonstrou que Lynch é "um dos surrealistas mais puros do cinema [e, neste] encontrou elementos da vertente não nítidos em Un chien andalou (1928) e L'âge d'or (1930)". Em uma análise para o Chicago Tribune, em 1993, Michael Wilmington descreveu a película como única, intensa e clara, resultado da atenção dada pelo diretor à criação e do envolvimento com a produção. No ensaio Bad Ideas: The Art and Politics of Twin Peaks, o crítico Jonathan Rosenbaum classificou este como o melhor filme de Lynch e ressaltou que a capacidade artística dele diminuiu à medida que sua popularidade crescia, a exemplo de Wild at Heart — filme mais recente até então — o qual "foi difícil imaginar ter sido feito pelo mesmo diretor".

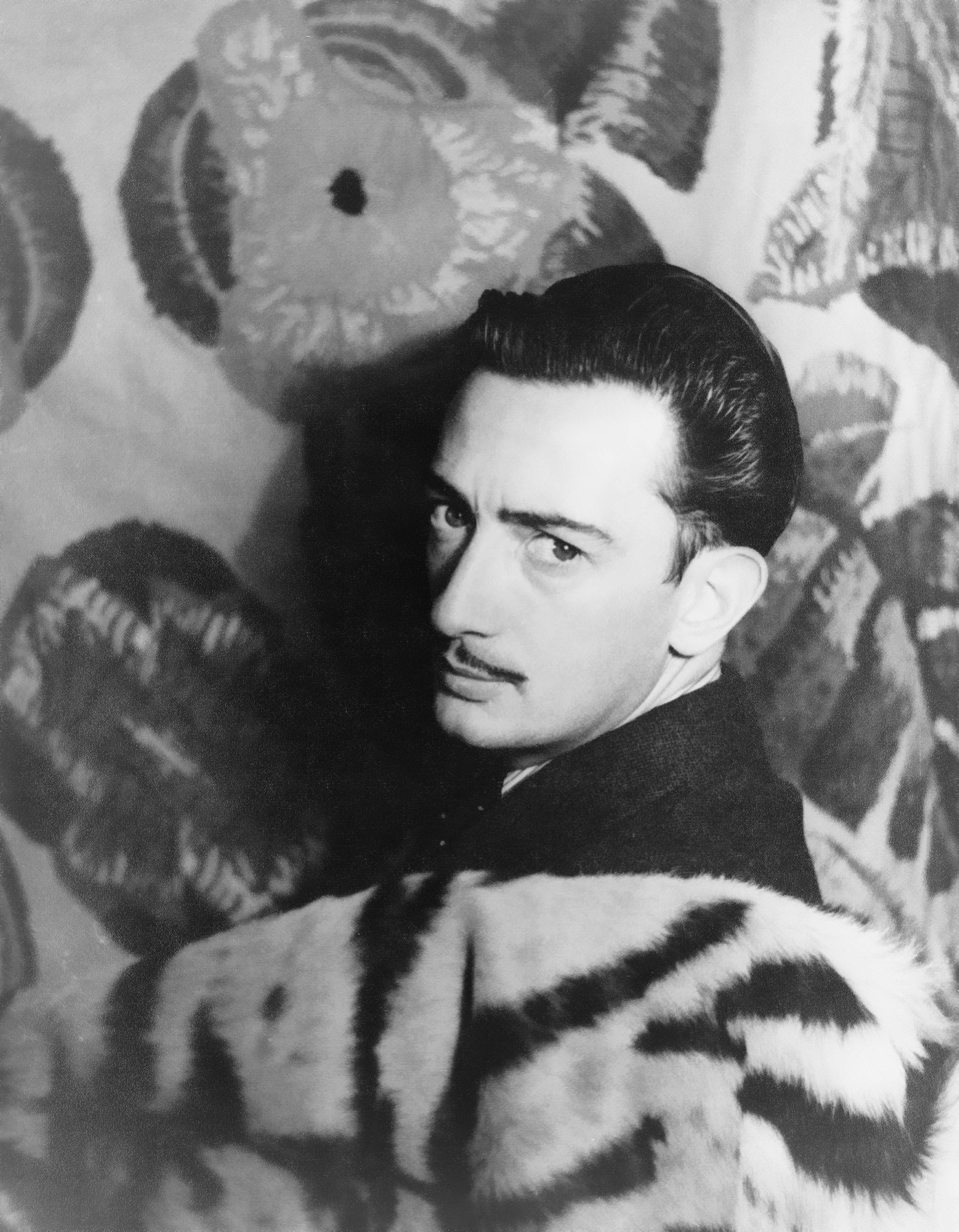
Segundo Film4, Eraserhead sofreu "interferências sutis de Salvador Dalí".

No século XXI, as críticas se apresentaram mais positivas. Eraserhead detém uma classificação média de 93% no Rotten Tomatoes com base em cinquenta e cinco avaliações e um consenso crítico de que "[a obra] utiliza recursos visuais detalhados e assustadores para construir uma aparência estranha e perturbadora para demonstrar o medo de um homem pela paternidade". Para a revista Empire, Steve Beard deu cinco de cinco estrelas e considerou que "é muito mais radical e agradável do que as grandes produções de Hollywood, [além de] explorar o horror surrealista e o humor negro". Almar Haflidason, da BBC, concedeu três de cinco estrelas, descrevendo-o como "uma proeza digna influente para outros trabalhos [do diretor]". Ele ainda sentiu que o filme é um encontro de ideias imprecisamente relacionadas e "tão consumido com imagens surreais que há teorias infinitas de interpretações para as mensagens transmitidas". Em uma revisão creditada pela rede Film4, afirma-se que "há uma mistura de passagens bonitas, agonizantes, engraçadas, desesperadoras e repulsivas, mas sempre envolvidas por uma energia negativa [...] diferente da maioria dos filmes lançados à época, com sutis interferências de Luis Buñuel e Salvador Dalí". Para o The Village Voice, Nathan Lee elogiou a direção sonora do filme, o qual "não adquire nenhum significado apenas vendo, porque também é preciso ouví-lo". Ele ainda descreveu o design de som como "uma concha marinha intergalática que levanta os ouvidos a uma alucinação de LSD".
Peter Bradshaw, do The Guardian, também elogiou a obra e a qualificou como "bela, com um design de som que parece ter sido filmado dentro de uma fábrica em colapso ou de um organismo morto", além de compará-lo com Alien, de Ridley Scott. Keith Phipps, para o All Media Guide, destacou que a trilha sonora é perturbadora e uma "metáfora sem explicação" e acrescentou que Eraserhead "agrupa as obsessões [de Lynch], que também se seguem por toda sua carreira". Em um artigo para o The Daily Telegraph, o cineasta Marc Evans elogiou tanto a trilha quanto a capacidade do diretor de "fazer o comum parecer algo tão estranho", chegando a dizer que este o influenciou em seus próprios trabalhos. Em outra análise para o mesmo jornal, comparou o filme às obras do dramaturgo irlandês Samuel Beckett e disse ser "uma paródia caótica da vida familiar". Manohla Dargis, para o The New York Times, disse que, ao assistir à obra, se lembrou das pinturas de Francis Bacon e do documentário Blood of the Beasts (1949), de Georges Franju. Phil Hall, do sítio Film Threat, denominou Eraserhead como o melhor filme de Lynch e prestigiou a trilha sonora e o estilo cômico de Nance "semelhante a Charlie Chaplin".

## Legado
Em 2004, Eraserhead foi preservado pela National Film Registry na Biblioteca do Congresso dos Estados Unidos, pois foi considerado "cultural, histórica ou esteticamente significativo". Ainda, é citado no documentário Midnight Movies: From the Margin to the Mainstream (2005), o qual fala sobre obras que conquistaram repercussão sendo filmes da meia-noite; neste, Lynch também participou em uma série de entrevistas. A produção ainda é colocada entre seis filmes creditados como criadores e popularizadores do gênero de terror, os quais influenciaram exibições surrealistas, ao lado de Night of the Living Dead, El Topo, Pink Flamingos, The Harder They Come e The Rocky Horror Picture Show. Em 2010, a Online Film Critics Society listou os melhores primeiros trabalhos de diretores reconhecidos e Eraserhead se posicionou em segundo lugar, atrás de Citizen Kane (1941), de Orson Welles.
Lynch ainda utilizou grande parte do elenco para trabalhos posteriores: Frederick Elmes foi diretor de fotografia em Blue Velvet (1986) e Wild at Heart (1990). Alan Splet continuou como designer sonoro em Blue Velvet, The Elephant Man (1980) e Dune (1984). Jack Fisk dirigiu alguns episódios da série On the Air (1992) e produziu The Straight Story (1999) e Mulholland Drive (2001). Ainda, Catherine E. Coulson e Jack Nance fizeram participações em Blue Velvet, Dune, Wild at Heart e Lost Highway (1997).
Depois de Eraserhead ser lançado, Lynch buscou recursos para financiar o que pensava ser seu próximo trabalho, Ronnie Rocket, sobre "um homem de cabelo vermelho que controla a eletricidade". Durante a construção desse projeto, o cineasta conheceu o produtor Stuart Cornfeld que se interessou pela realização cinematográfica, mas percebeu que seria improvável encontrar financiamento suficiente. Assim, ele pediu para ler outros roteiros já escritos e decidiu desenvolver The Elephant Man em 1980, o segundo filme de Lynch.
Enquanto trabalhava no filme de 1980, Stanley Kubrick revelou ao diretor que Eraserhead era um de seus filmes favoritos. Dessa forma, foi influente em The Shining, no qual Kubrick fez o elenco assistir à obra de Lynch para "colocá-los na sensação" que queria expressar no filme. A película também é colocada como influência para o japonês Tetsuo: The Iron Man (1989), o terror Begotten (1990) e o primeiro trabalho de Darren Aronofsky, Pi (1998). O artista plástico H. R. Giger citou Eraserhead como "um dos melhores filmes que já viu" e conseguia ver mais o surreal que em suas próprias criações. Ele ainda comentou que Lynch recusou sua colaboração em Dune porque sentiu que Giger estava "roubando suas ideias".